# تيس هوبريتش
تيس هوبريتش (بالإنجليزية: Tess Haubrich)‏ هي ممثلة أسترالية، ولدت في 1 أبريل 1990 في سيدني في أستراليا. لعبت مؤخرًا دور هيذر في فيلم خيال العلمي سبايدرهيد لنتفليكس.

## وصلات خارجية
- تيس هوبريتش على موقع IMDb (الإنجليزية)
- تيس هوبريتش على موقع قاعدة بيانات الفيلم (الإنجليزية)